# دان وينر
دان وينر (بالإنجليزية: Dan Weiner)‏ هو صحفي ومصور أمريكي، ولد في 12 أكتوبر 1919 في نيويورك في الولايات المتحدة، وتوفي في 1959.